# BMPR1B
BMPR1B (англ. morphogenetic protein receptor type 1B) — белок, закодированный у человека геном BMPR1B, также называемый CDw293 (англ. cluster of differentiation w293).

## Функции
BMPR1B — один из рецепторов к костным морфогенетическим белкам. Является трансмембранной рецепторной киназой серина/треонина. Лиганды данного рецептора — костные морфогенетические белки, относящиеся к суперсемейству TGF-beta, которые задействованы во внутрихрящевом образовании костной ткани и эмбриогенезе. Эти белки передают сигналы на сложные комплексы из двух типов рецепторов серин/треонинкиназного типа. Рецепторы второго типа могут связываться с лигандом, а соответствующие рецепторы первого типа нужны им для передачи сигналов.
На зародышах курицы и мыши показано, что BMPR1B экспрессируется в ходе хондрогенеза в период аггрегации мезенхимных клеток(см. , fig.5). В этих "предхрящевых клеточных скоплениях" он играет роль главного передатчика сигналов. Его действие более эффективно, чем действие GDF5 (англ. growth/differentiation factor 5).

BMPR1B играет роль в формировании средней и проксимальной фаланг пальцев кисти.

## Клиническое значение
Мутации в гене BMPR1B приводят к легочной гипертензии.
Мутации в этом гене также вызывают брахидактилию типа А2 (брахимезофалангию).